# 蕭恵基
蕭 恵基（蕭惠基、しょう けいき、430年 - 488年）は、南朝宋から斉にかけての官僚・軍人。本貫は南蘭陵郡蘭陵県。

## 経歴
宋の征西将軍・儀同三司の蕭思話の子として生まれた。江夏王劉義恭の娘を妻に迎えた。著作佐郎を初任とし、征北行参軍・尚書水部・左民郎を歴任した。湘東郡内史として出向した。奉車都尉に任じられ、撫軍車騎主簿を務めた。
泰始2年（466年）、兄の益州刺史の蕭恵開が宋の明帝に叛いて起兵すると、恵基は明帝の命を受けて使者として益州におもむき、兄の説得にあたった。恵開は明帝に帰順したが、益州の現地人の反抗に遭い、氐族の軍が成都を包囲した。恵基は宋の朝廷の威信を誇示しつつ、説得工作にあたり、そのため氐の邵虎・郝天賜らが反乱軍の首領の馬興懐を斬って降伏した。恵基は建康に召還されて太子中舎人となった。武陵郡内史として出向し、中書黄門郎となった。
恵基は隷書と囲碁を得意とし、蕭道成に知られて厚遇を受けた。元徽2年（474年）、桂陽王劉休範が反乱を起こしたとき、恵基の姉が劉休範の妃であったにもかかわらず、恵基は蕭道成の下で軍副を務め、反乱の討伐に従った。後に豫章郡太守として出向した。召還されて吏部郎となり、長に転じて侍中を兼ねた。昇明元年（477年）、袁粲・劉秉の起兵に先だって、恵基の妹が劉秉に嫁いでいたため、蕭道成は侍中省に宿直していた恵基のもとに王敬則を派遣してその意向を探らせたが、恵基が劉秉に就くつもりのないことがわかると、蕭道成はますます恵基を重用した。沈攸之の乱が起こると、恵基は輔国将軍の号を加えられてその鎮圧にあたり、新亭に駐屯した。昇明2年（478年）、沈攸之の乱が鎮圧されると、恵基は将軍号を解かれ、長水校尉を兼ねた。母が死去したため官を去った。
建元元年（479年）、蕭道成が斉の皇帝として即位すると、恵基は征虜将軍・衛尉となった。喪中のため解任を求めたが、許されなかった。喪が明けると、征虜将軍・東陽郡太守となった。宋・斉を通じて4郡の内史や太守を歴任したが、収奪や蓄財をおこなわなかった。建康に召還されて都官尚書となり、掌吏部に転じた。永明3年（485年）、長らくの病のために職任を退いて侍中となり、驍騎将軍の号を受けた。永明5年（487年）、太常に転じ、給事中の位を加えられた。武帝の命により南郡王蕭昭業の加冠のために派遣された。
永明6年（488年）、死去した。享年は59。金紫光禄大夫の位を追贈された。
子に蕭洽があった。

## 逸話
- 恵基は益州に派遣された1000人あまりの部下の功績をそろって論じようと、叙勲簿を破棄して格差がつかないようにした。ある人がその意図を訊ねると、恵基は「わたしがもし部下たちの労苦を論じるなら、私心なく駆けつけた人々を評価してどうして差をつけることができるだろうか」と答えた。
- 恵基は音律を解し、雅楽の正声を好み、魏三祖の曲と「相和歌」を最も好んだ。演奏されるたびに、恵基は忘我の境地におちいった。
- 囲碁について、当時は琅邪郡の王抗が第一品の棋士として評価されており、呉郡の褚思荘と会稽郡の夏赤松が第二品に格付けされていた。夏赤松は早指しで、大局観に優れていた。褚思荘は遅指しで、攻め合いを得意としていた。宋の文帝のとき、羊玄保が会稽郡太守となると、文帝は褚思荘を会稽に派遣して羊玄保と碁を打たせた。大局の決した盤面を文帝のもとに持ち帰ると、白黒を文帝の前で引っ繰り返した。蕭道成が褚思荘と王抗に対局させたことがあったが、食事時から日暮れまでかけて、一局が始まったばかりであった。蕭道成は観戦に飽きて、ふたりを省に帰らせて対局をつづけさせ、明け方の五更になって勝負が決した。王抗は局後に眠ったが、褚思荘は日の出まで眠らなかった。王抗と褚思荘はそろって給事中となった。永明年間、王抗が棋士の格付けをおこなうよう命じられると、竟陵王蕭子良は恵基にその事務を担当させた。
- 尚書令の王倹が斉の朝廷で名望が高かったが、恵基は公務以外で私的につきあおうとしなかった。
- 恵基の父の蕭思話がかつて曲阿に邸宅を起工して、その邸宅は閑雅で広壮なことで知られていた。恵基は親しい人にいつも「娘を嫁に出し終わったら、古い廬に帰るべきだろう」と言っていた。立身出世して引退するときはあっさりとしていたため、朝廷では恵基を善士と称した。

## 伝記資料
- 『南斉書』巻46 列伝第27
- 『南史』巻18 列伝第8